# 보체계

보체계의 모식도

보체계(補體系, 영어: complement system)는 체액성 선천성 면역계의 일부이며, 항체와 식세포가 생물체에서 미생물과 손상된 세포를 제거하고, 염증을 촉진하고, 병원체의 세포막을 공격하는 능력을 향상(보완)시킨다. 보체 캐스케이드(영어: complement cascade)라고도 불린다. 보체(補體, 영어: complement)는 보체계에서 면역 작용과 식작용의 기능을 보완하는 단백질을 지칭한다. 보체계는 선천성 면역계의 일부이지만, 적응 면역계에서 생성된 항체에 의해 모집되어 작동될 수도 있다.
보체는 혈액 속을 순환하는 다수의 작고 비활성인, 간에서 합성된 단백질 전구체로 구성된다. 여러 가지 요인 중 하나에 의해 자극을 받으면 시스템 내의 프로테에이스는 특정 단백질을 분해하여 사이토카인을 방출하고 추가 분해의 증폭 캐스케이드(연쇄 반응)을 시작한다. 이러한 보체 활성화 또는 보체 고정 캐스케이드의 최종 결과는 이물질 및 손상된 물질을 제거하기 위한 식세포의 자극, 추가적인 식세포를 유인하기 위한 염증, 그리고 세포를 사멸시키는 막공격 복합체의 활성화이다. 보체계는 혈장 단백질, 세포막 수용체를 포함해 약 50가지의 단백질과 단백질 절편으로 구성되어 있다. 이들은 혈청의 글로불린 분획의 약 10%를 차지한다.
보체계를 활성화시키는 생화학적 경로에는 고전적 경로, 대체 경로, 렉틴 경로의 세 가지 경로가 있다. 대체 경로는 최종 경로 활성화의 대부분을 차지하므로 질병에 대한 치료 노력은 대체 경로를 억제하는 데 중점을 두어 왔다.

## 역사
1888년에 조지 너탈은 양의 혈청이 탄저병을 일으키는 세균에 대해 약한 살상력을 가지고 있다는 것을 발견했다. 양의 혈액을 가열하자 살상 능력은 사라졌다. 1891년에 한스 에른스트 아우구스트 부흐너는 자신의 실험에서 혈액의 동일한 특성을 발견하고, 이 살상 능력을 "알렉신(alexin)"이라고 명명했는데, 이는 그리스어로 "격리하다(to ward off)"는 뜻이다. 1894년까지 몇몇 실험실에서는 콜레라에 걸린 기니피그의 혈청이 시험관 내에서 콜레라 세균을 죽인다는 것을 입증했다. 혈청을 가열하면 살상 능력이 파괴되었다. 그럼에도 불구하고 콜레라 세균에 노출된 기니피그에게 열로 불활성화된 혈청을 주입했을 때 동물을 질병으로부터 보호하는 능력은 유지되었다. 프랑스 파리의 파스퇴르 연구소에서 근무하던 벨기에의 젊은 과학자 쥘 보르데는 이 원리가 두 가지 요소로 구성되어 있다는 결론을 내렸다. 하나는 가열한 후에도 "감작" 효과를 유지하는 것이고, 다른 하나(알렉신)는 가열하면 독성 효과가 사라진다는 것이었다. 열에 안정한 성분은 특정 미생물에 대한 면역을 담당하는 반면, 열에 민감한 성분은 모든 정상 혈청에 의해 부여되는 비특이적인 항균 활성을 담당했다. 1899년에 파울 에를리히는 열에 민감한 성분의 이름을 "보체(complement)"로 바꾸었다.
에를리히는 면역계에 관한 더 광범위한 이론의 일부로 "보체"라는 용어를 도입했다. 이 이론에 따르면 면역계는 항원을 인식하기 위해 표면에 특정 수용체를 가지고 있는 세포로 구성된다. 항원으로 면역이 되면 이들 수용체가 더 많이 형성되고, 이들 수용체는 세포에서 분리되어 혈액을 따라 순환한다. 우리가 현재 "항체"라고 부르는 이들 수용체들은 에를리히에 의해 이들의 이중 결합 능력을 강조하기 위해 "앰보셉터(amboceptor)"라고 불렸다. 이들은 특정 항원을 인식하고 결합하지만, 신선한 혈청의 열에 불안정한 항균 성분도 인식하고 결합한다. 따라서 에를리히는 이 열에 불안정한 성분을 "보체"라고 명명했다. 이는 혈액 속에 있는 물질로 면역계의 세포를 "보완"하는 역할을 하기 때문이다. 에를리히는 각 항원 특이적 앰보셉터가 고유한 특정 보체를 가지고 있다고 믿었지만, 보르데는 단 한 가지 유형의 보체만 있다고 믿었다. 20세기 초에 보체가 특정 항체와 함께 작용하거나, 비특이적인 방식으로 단독으로 작용할 수 있다는 사실이 알려지면서 이러한 논란은 해결되었다.

## 기능

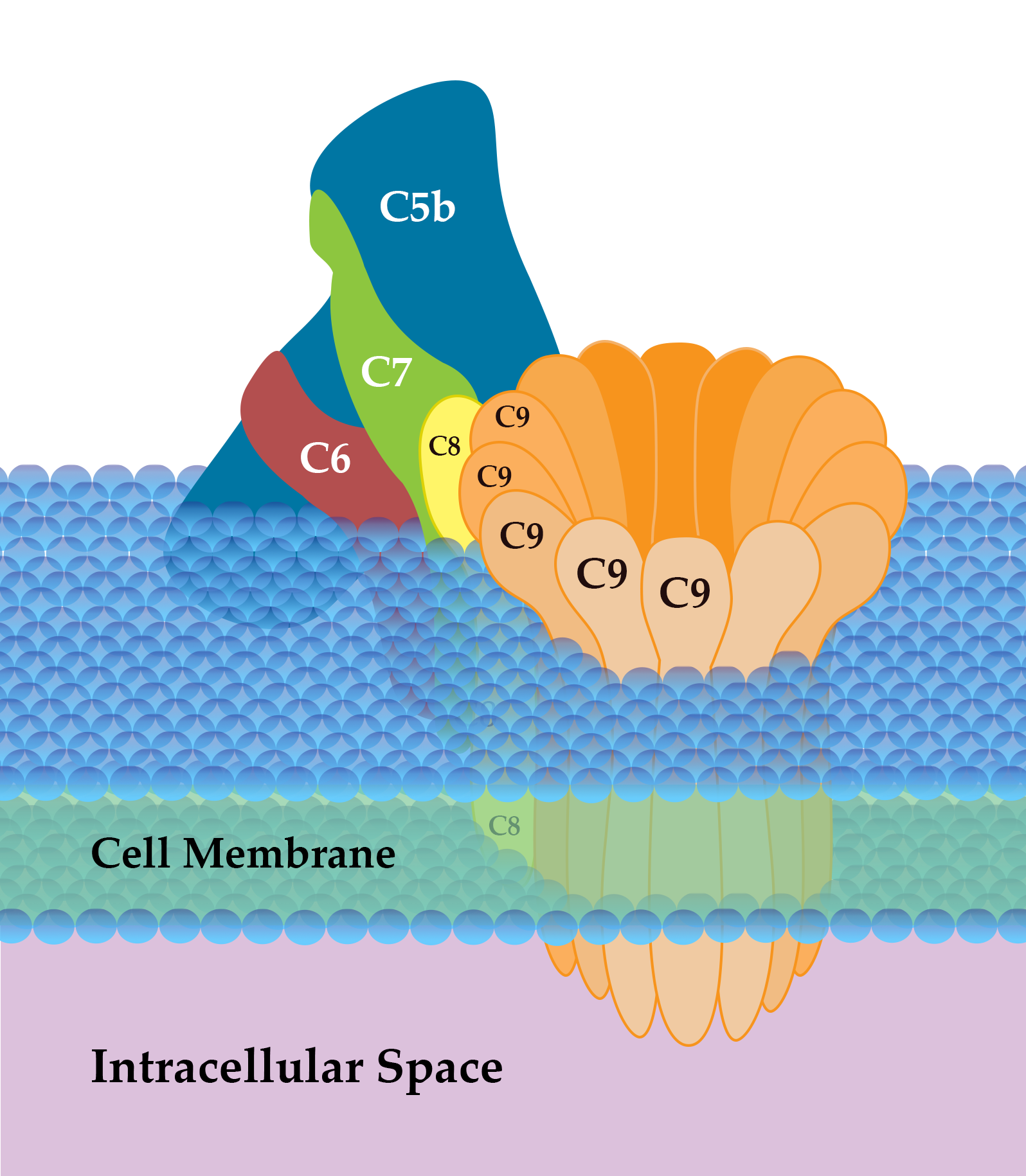
막공격 복합체(최종 보체 복합체 C5b-9)

보체는 다음과 같은 면역 기능을 촉발한다.
1. 막공격 – 세균의 세포벽을 파열시킴 (고전적 경로)
2. 식세포작용 – 항원을 옵소닌화함. C3b는 가장 중요한 옵소닌화 활성을 가지고 있음 (대체 경로)
3. 염증 – 대식세포와 호중구를 끌어들임 (렉틴 경로)

## 개관
보체계를 구성하는 대부분의 단백질과 당단백질은 간세포에 의해 합성된다. 그러나 조직의 대식세포, 혈액의 단핵구, 비뇨생식계와 위장관의 상피 세포에서도 상당량이 생성된다. 세 가지 활성화 경로는 모두 프로테에이스인 C3-전환효소의 동종 변종을 생성한다. 고전적 경로는 활성화(특이적 면역 반응)를 위해 일반적으로 항원-항체 복합체가 필요한 반면, 대체 경로는 자발적인 보체성분 3(C3) 가수분해, 이물질, 병원체 또는 손상된 세포에 의해 활성화될 수 있다. 만노스 결합 렉틴 경로는 항체가 없어도 C3 가수분해나 항원에 의해 활성화될 수 있다(비특이적 면역 반응). 세 가지 경로 모두에서 C3-전환효소는 보체성분 C3를 절단하고 활성화하여 C3a와 C3b를 생성하고 추가적인 절단 및 활성화 사건의 캐스케이드(연쇄 반응)을 일으킨다. C3b는 병원체의 표면에 결합하여 식세포의 옵소닌화에 의한 내재화가 더욱 활발해진다.
대체 경로에서 C3b는 보체인자 B에 결합한다. 보체인자 D는 C3b에 결합된 보체인자 B로부터 보체인자 Ba를 방출한다. C3b(2)Bb 복합체는 C5를 C5b와 C5a로 분해하는 프로테에이스이다. C5-전환효소는 C3b가 C4b 및 C2b와 결합할 때 고전적 경로에 의해 형성된다. C5a는 중요한 케모카인으로, 염증 세포를 모으는 데 도움을 준다. C3a는 아실화 자극 단백질(ASP)라고 하는 중요한 사이토카인(아디포카인)의 전구체이다(하지만 이는 보편적으로 인정되는 것은 아니다). 그리고 일반적으로 카복시펩티데이스 B에 의해 빠르게 분해된다. C3a와 C5a는 둘 다 아나필락톡신 활성을 가지고 있어서 비만세포의 탈과립화를 직접적으로 촉발하고 혈관 투과성과 평활근 수축을 증가시킨다. C5b는 막공격 경로를 시작하고, 그 결과 C5b, C6, C7, C8, C9로 구성된 막공격 복합체(MAC)가 생성된다. 막공격 복합체는 보체 캐스케이드(연쇄 반응)의 세포 용해 최종 산물이다. 이는 표적 세포의 삼투 용해를 일으키는 막관통 통로를 형성한다. 쿠퍼세포와 다른 대식세포 유형은 보체로 코팅된 병원체를 제거하는 데 도움을 준다. 선천성 면역계의 일부로 보체 캐스케이드의 요소는 척추동물보다 앞서 등장한 종에서 발견될 수 있다. 가장 최근에는 선구동물인 투구게 종에서 발견되었으며, 보체계의 기원은 이전에 생각했던 것보다 더 이전으로 거슬로 올라간다.

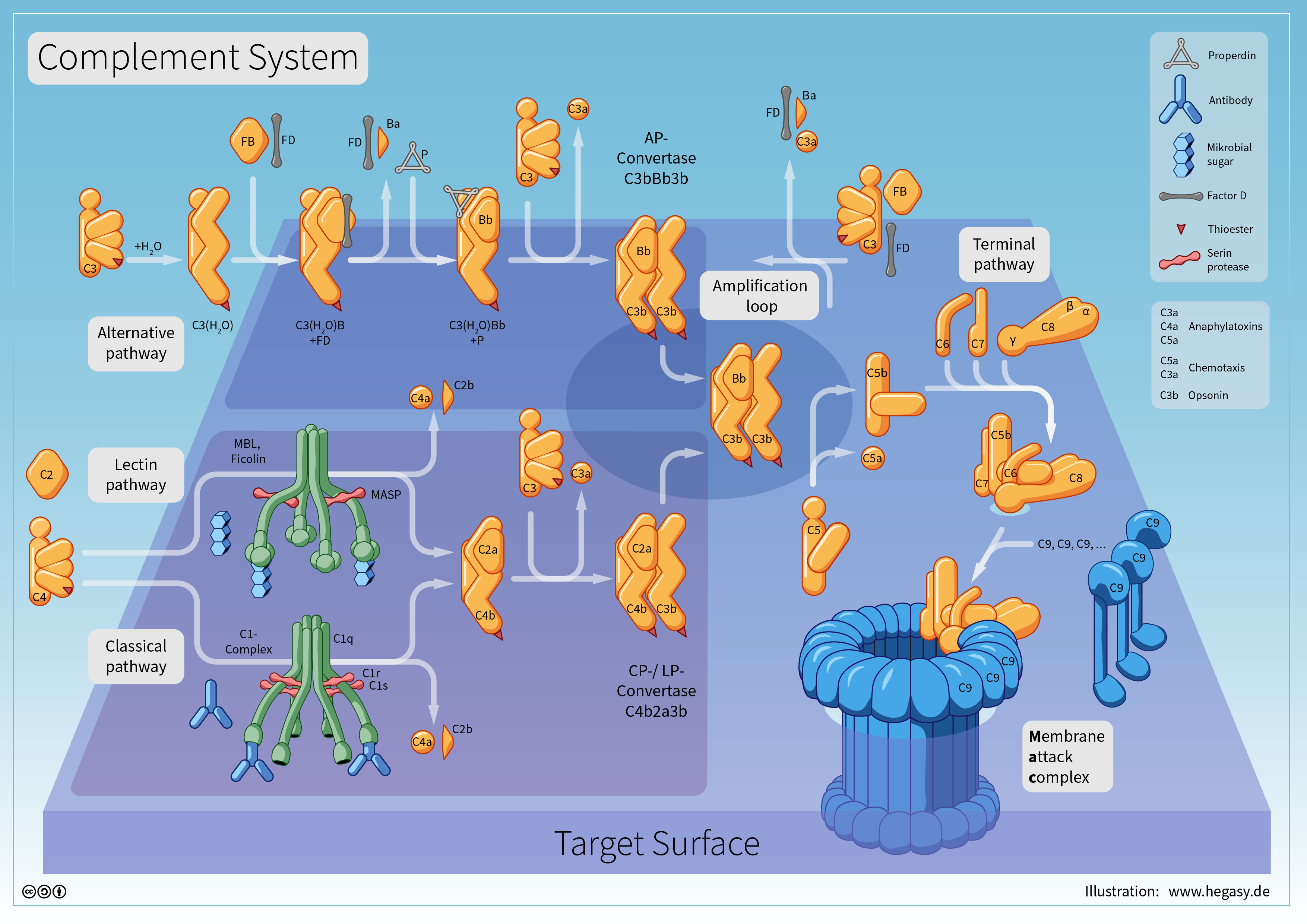
보체계의 반응 캐스케이드: 고전적 경로, 대체 경로, 렉틴 경로, 증폭 루프, 최종 경로, 막공격 복합체

### 고전적 경로

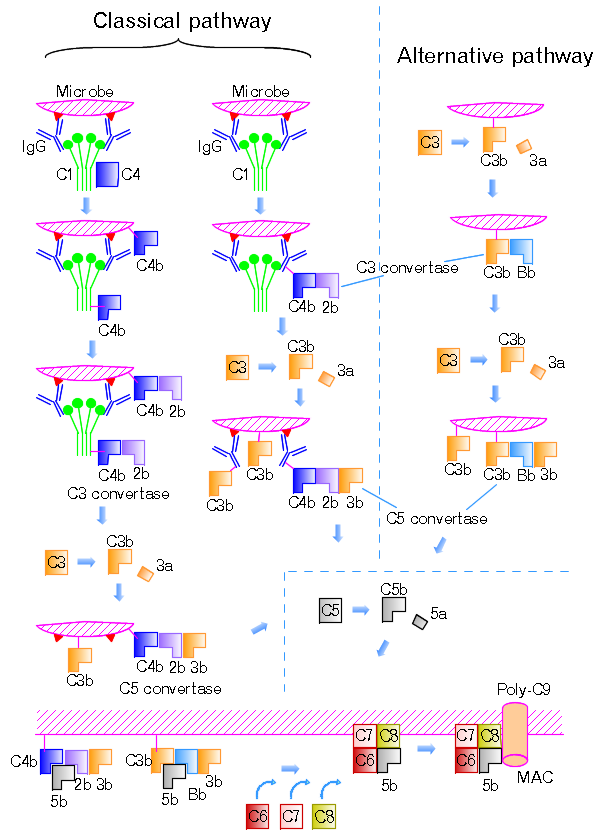
고전적 경로 및 대체 경로

고전적 경로는 C1 복합체의 활성화에 의해 촉발된다. C1 복합체는 C1q 분자 1개, C1r 분자 2개, C1s 분자 2개, 즉 C1qr2s2로 구성된다. 이는 C1q가 항원과 복합체를 이룬 IgM 또는 IgG와 결합할 때 발생한다. 단일 5량체 IgM이 경로를 개시할 수 있지만 여러 개, 이상적으로는 6개의 IgG가 필요하다. 이는 C1q가 병원체의 표면에 직접적으로 결합할 때도 발생한다. 이러한 결합은 C1q 분자의 입체구조적 변화를 초래하고, 이로 인해 두 개의 C1r 분자가 활성화된다. C1r은 세린 프로테에이스이다. 그런 다음 C1s(또 다른 세린 프로테에이스)를 분해한다. C1r2s2 성분은 이제 C4를 분리한 다음 C2를 분리하여 C4a, C4b, C2a, C2b를 생성한다(과거에는 C2의 더 큰 조각을 C2a라고 불렀지만 현재는 C2b라고 한다). C4b와 C2b는 결합하여 고전적 경로인 C3-전환효소(C4b2b 복합체)를 형성하고, 이는 C3를 C3a와 C3b로 분해하는 것을 촉진한다. C3b는 나중에 C4b2b와 결합하여 C5-전환효소(C4b2b3b 복합체)를 형성한다.

### 대체 경로
대체 경로는 내부 싸이오에스터 결합이 분해되어 자발적으로 C3 가수분해가 일어나는 결과로(C3는 수용성 환경에서 약간 불안정하다), 공회전 상태의 자동차 엔진과 유사하게 낮은 수준에서 지속적으로 활성화된다. 대체 경로는 다른 경로처럼 병원체 결합 항체에 의존하지 않는다. 유체 상태에서 C3-전환효소 복합체에 의해 C3로부터 생성되는 C3b는 내부 싸이오에스터의 자발적인 절단 생성물인 C3b 유사 C3와 마찬가지로 보체인자 H 및 보체인자 I에 의해 빠르게 불활성화된다. 이와 대조적으로, C3의 내부 싸이오에스터가 세포 또는 병원체 표면에 있는 분자의 하이드록실기나 아미노기와 반응하면, 이제 표면에 공유 결합된 C3b는 보체인자 H 매개 불활성화로부터 보호된다. 표면에 결합된 C3b는 이제 보체인자 B와 결합하여 C3bB를 형성할 수 있다. 이 복합체에 보체인자 D가 존재하면 Ba와 Bb로 분해된다. Bb는 C3b와 결합하여 C3bBb를 형성하는 데, 이는 대체 경로의 C3-전환효소이다.
C3bBb 복합체는 보체인자 P(프로페르딘)의 올리고머와 결합하여 안정화된다. 안정화된 C3-전환효소인 C3bBbP는 효소적으로 작용하여 훨씬 더 많은 C3를 분해하며, 이 중 일부는 C3b와 동일한 표면에 공유 결합된다. 새로 결합된 C3b는 더 많은 B, D, P 활성을 모으고, 보체 활성화를 크게 증폭시킨다. 보체가 세포 표면에서 활성화되면, 그 활성화는 세포에 따라 CD35, CD46, CD55, CD59를 포함하는 내인성 보체 조절 단백질에 의해 제한된다. 일반적으로 병원체는 보체 조절 단백질을 가지고 있지 않다(척추동물 면역 방어에 대한 미생물 병원체의 적응을 반영하는 많은 예외가 있다). 따라서 대체 경로는 보체 조절 단백질의 표면 발현을 기반으로 자기 경로와 비자기 경로로 구별할 수 있다. 숙주 세포는 보체 조절 단백질에 의해 방지되기 때문에 세포 표면 C3b(및 iC3b라고 하는 C3b의 단백질 분해 단편)를 축적하지 않지만, 이물질 세포, 병원체 및 비정상적인 표면은 C3b와 iC3b로 많이 둘러싸일 수 있다. 따라서 대체 경로는 선천성 면역의 한 요소이다.
병원균이나 세포 표면에서 대체 C3-전환효소가 형성되면 다른 C3b와 공유 결합해 C3bBbC3bP, 즉 C5-전환효소를 형성할 수 있다. 이 효소는 C5를 강력한 아나필라톡신인 C5a와 C5b로 분해한다. 그런 다음 C5b는 C6, C7, C8 및 여러 개의 C9 분자를 모집하고 조립하여 막공격 복합체를 조립한다. 이로 인해 세포막에 구멍이 생겨 병원체나 세포를 죽이거나 손상시킬 수 있다.

### 렉틴 경로
렉틴 경로는 고전전 경로와 동종이지만 C1q 대신 옵소닌, 만노스 결합 렉틴(MBL) 및 피콜린을 사용한다. 이 경로는 병원체 표면의 만노스 잔기에 만노스 결합 렉틴(MBL)이 결합함으로써 활성화되는데, 이로 인해 MBL 관련 세린 프로테에이스인 MASP1과 MASP2(각각 C1r과 C1s와 매우 유사)가 활성화되어 C4를 C4a와 C4b로, C2를 C2a와 C2b로 분해한다. 그런 다음 C4b와 C2b가 결합하여 고전적 경로에서처럼 고전적 C3-전환효소를 형성한다. 피콜린은 MBL과 동족이며 비슷한 방식으로 MASP를 통해 기능한다. 사람의 M-피콜린에서는 리간드 결합 능력과 혈청 수치에 영향을 미치는 여러 가지 단일 뉴클레오타이드 다형성이 설명되었다. 역사적으로 C2의 더 큰 조각은 C2a로 명명되었지만 지금은 C2b라고 불린다. 적응 면역계가 없는 무척추동물에서는 피콜린이 확장되고, 병원체 특이 인식 분자의 부족을 보완하기 위해 결합 특이성이 다양화된다.

### 보체 단백질 단편 명명법
면역학 교과서에서는 C2의 더 작은 단편과 더 큰 단편에 대해 C2a와 C2b라는 서로 다른 명명 방식을 사용했다. 더 작은 단편을 C2a로 지정하는 것이 더 바람직한 것으로 보인다. 1994년 초에 잘 알려진 교과서에서는 C2의 큰 단편을 C2b로 지정할 것을 권장했다. 하지만 이 내용은 1999년 4판에서 다음과 같이 확대되었다. "또한 C2의 더 큰 활성 단편은 원래 C2a로 지정되었으며, 일부 텍스트와 연구 논문에서는 여전히 그 이름으로 불린다는 사실도 알아두는 것이 유용하다. 여기서는 일관성을 위해 보체의 모든 큰 단편을 b라고 부르고 C2의 더 큰 단편을 C2b라고 지정한다. 고전적 경로와 렉틴 경로에서 C3-전환효소는 막결합 C4b와 C2b로부터 형성된다."
이 명명법은 다른 문헌에서도 사용된다. 하지만 후자의 문헌에서는 이러한 지정이 뒤섞여 있다. 일부 자료에서는 더 큰 단편과 더 작은 단편을 각각 C2a와 C2b로 지정하는 반면, 다른 자료에서는 반대로 적용하고 있다. 그러나 널리 확립된 관례에 따라 여기에서의 C2b는 더 큰 단편이고, 고전적 경로에서는 C4b2b(고전적으로는 C4b2a)를 형성한다. 주목할만한 점은 1판부터 7판까지 출간된 제인웨이(Janeway)의 교재의 최신판에서 C2의 더 큰 단편을 C2b로 표시하는 입장을 철회했다는 것이다.

### 바이러스 억제
만노스 결합 렉틴(MBL) 단백질을 바이러스 표면에 고정하면 바이러스 병원체의 중화 효과가 향상되는 것으로 나타났다.

### 리뷰
| 활성화 경로             | 고전적 경로      | 대체 경로              | 렉틴 경로         |
| ----------------------- | ---------------- | ---------------------- | ----------------- |
| 활성인자                | 항원-항체 복합체 | C3의 자발적인 가수분해 | MBL-만노스 복합체 |
| C3-전환효소             | C4b2b            | C3bBb                  | C4b2b             |
| C5-전환효소             | C4b2b3b          | C3bBbC3b               | C4b2b3b           |
| 막공격 복합체(MAC) 형성 | C5b+C6+C7+C8+C9  | C5b+C6+C7+C8+C9        | C5b+C6+C7+C8+C9   |

## 항원 관련 항체에 의한 보체의 활성화
고전적 경로에서 C1은 C1q 소단위체와 함께 항원과 복합체를 형성한 IgG 또는 IgM의 Fc 단편(CH2 영역으로 구성됨)에 결합한다. C4b와 C3b는 항원 관련 IgG 또는 IgM의 Fc 부분에 결합할 수도 있다.
이러한 면역글로불린을 통한 보체 결합은 보체가 비자기 항원을 감지하고 결합하는 면역글로불린의 능력을 가이드 막대로 사용한다는 것으로 해석될 수 있다. 보체 자체는 병원체 관련 분자 패턴(PAMP)을 감지한 후 비자기 병원체와 결합할 수 있지만, 항체의 특이성을 이용하면 보체는 비자기 표적을 훨씬 더 구체적으로 감지할 수 있다.
일부 구성 성분은 다양한 결합 부위를 가지고 있다. 고전적 경로에서 C4는 Ig 관련 C1q와 결합하고 C1r2s2 효소는 C4를 C4b와 C4a로 분해한다. C4b는 C1q, 항원 관련 Ig(특히 Fc 부분에) 및 심지어 미생물의 표면에도 결합한다. C3b는 항원 관련 Ig와 미생물의 표면에 결합한다. 항원 관련 Ig에 결합하는 C3b의 능력은 항원-항체 복합체를 용해시키기 위해 효과적으로 작용할 것이다.

## 조절
보체계는 숙주 조직에 극도로 해로울 수 있는 잠재력을 가지고 있기 때문에, 보체계의 활성화를 엄격하게 조절해야 한다. 보체계는 혈장과 숙주의 세포막에 존재하는 보체 조절 단백질에 의해 조절된다. 일부 보체 조절 단백질은 자기 세포의 막에 존재하여 보체의 표적이 되는 것을 방지한다. 한 가지 예는 CD59인데, 프로텍틴으로도 알려져 있으며 막공격 복합체의 형성 중 C9 중합화를 억제한다. 고전적 경로는 C1-저해제에 의해 저해되는데, 이 저해제는 C1과 결합하여 활성화를 방지한다. 또 다른 예는 대체 경로를 하향 조절하는 데 중요한 역할을 하는 보체인자 H라는 혈장 단백질이다. 보체인자 H는 보체인자 I라는 또 다른 단백질과 함께 C3의 활성형인 C3b를 불활성화한다. 이 과정은 C3-전환효소의 형성을 막고 보체 캐스케이드의 진행을 중단시킨다. C3-전환효소는 글리코실포스파티딜이노시톨(GPI) 앵커를 통해 적혈구 세포막에 결합된 붕괴 가속 인자에 의해서도 억제될 수 있다.

## 질병에서의 역할

### 보체 결핍
보체계는 바라커-시몬스 증후군, 천식, 루프스 홍반, 사구체신염, 다양한 관절염, 자가면역성 심장병, 다발성 경화증, 염증성 장질환, 발작성 야간 헤모글로빈뇨증, 비정형 용혈성 요독증후군, 허혈-재관류 손상, 이식된 장기의 거부 반응 등 면역 요소가 있는 많은 질병에서 역할을 하는 것으로 생각된다.
임신에는 보체 조절이 중요한 역할을 하는 것으로 생각된다. 부적절한 대체 경로의 활성화는 재발성 면역 매개 태아 손실을 매개할 수 있다.
보체계는 알츠하이머병과 같은 중추신경계 질환 및 척수 손상과 같은 기타 신경퇴행성 질환에도 점점 더 많이 연루되고 있음을 보여주고 있다.
최종 경로의 결핍은 자가면역질환과 감염(특히, 그람음성세균을 공격하는 데 막공격 복합체(MAC)가 하는 역할로 인해 수막염균에 의한)의 발생 위험을 높인다.
수막염균(Neisseria meningitidis)과 임균(Neisseria gonorrhoeae)에 의한 감염은 보체의 막공격 복합체 성분의 결핍과 관련이 있는 것으로 알려진 유일한 질환이다. 막공격 복합체(MAC) 결핍증이 있는 사람의 40~50%는 수막염균에 의한 감염이 재발하는 것으로 나타났다.

### 보체 조절인자의 결함
보체 조절인자, 특히 보체인자 H 유전자의 돌연변이는 비정형 용혈성 요독증후군 및 C3 사구체병증과 관련이 있는 것으로 나타났다. 현재 이러한 두 가지 질환은 모두 숙주 세포 표면이나 혈장 내에서 보체가 과도하게 활성화되어 발생하는 것으로 생각되고 있으며, 보체 단백질의 유전적 변이의 분자적 위치는 근본적인 질병 진행 과정에 대한 단서를 제공한다. 게다가 보체인자 H 유전자의 여러 가지 단일 뉴클레오타이드 다형성과 돌연변이(가장 흔한 것은 단백질 변화 p.Y402H를 초래함)가 흔한 안구 질환인 연령 관련 황반변성과 관련이 있는 것으로 나타났다. 보체성분 3, 보체인자 B 및 보체인자 I의 다형성과 보체인자 H 관련 3 및 보체인자 H 관련 1의 결실도 연령 관련 황반변성 발병 위험에 영향을 미친다.
C1 억제제 유전자의 돌연변이는 유전성 혈관부종을 일으킬 수 있는데, 이는 C1-INH에 의한 브라디키닌의 조절 감소로 인해 발생하는 유전 질환이다.
발작성 야간 헤모글로빈뇨증은 글리코실포스파티딜이노시톨(GPI)을 만들 수 없어 적혈구의 보체 분해로 인해 발생한다. 따라서 적혈구는 붕괴가속인자(DAF)와 같은 GPI 고정 단백질에 의해 보호되지 않는다.

### 진단 도구
보체 활성을 측정하는 진단 도구에는 총 보체활성 검사가 있다.
공격에 따른 보체 고정의 존재 또는 부재는 특정 항원이나 항체가 혈액에 존재하는지 여부를 나타낼 수 있다. 이것이 보체결합검사의 원리이다.

## 감염시 보체에 의한 신체의 조절
과도한 보체 활성은 심각한 COVID-19 증상과 질병에 영향을 미친다. 보체는 신체를 보호하기 위한 것이지만, 스트레스를 받으면 보호보다 손상이 더 커질 수 있다. 연구에 따르면 HIV/AIDS가 진행되는 동안 보체계가 조작되어 신체에 더 큰 피해를 입힌다고 한다.

## 뇌에서의 역할
지난 10년간의 연구에 따르면 고전적 경로의 보체 단백질이 초기 발생 과정에서 뇌의 시냅스 가지치기에 중요한 역할을 하는 것으로 나타났다.

## 같이 보기
- 면역계
- 선천성 면역
- 적응 면역
- 백혈구
- 식세포작용